# Destin brisé : Toni Braxton, une chanteuse sacrifiée
Pour plus de détails, voir Fiche technique et Distribution.
Destin brisé : Toni Braxton, une chanteuse sacrifiée (Toni Braxton: Unbreak My Heart) est un téléfilm biographique américain réalisé par Vondie Curtis-Hall, produit par Lifetime et diffusé le 23 janvier 2016 sur la chaine Lifetime.
Il obtient une première diffusion française le 11 juillet 2017 sur TF1.

## Synopsis
La vie de la chanteuse Toni Braxton, entre succès, mésaventures et problèmes de santé.

## Distribution
- Lex Scott Davis (VF : Léovanie Raud) : Toni Braxton
- Debbi Morgan (VF : Josiane Pinson) : Evelyn Braxton
- Skye P. Marshall (VF : Delphine Braillon) : Towanda Braxton
- Tiffany Hines (VF : Annie Milon) : Tamar Braxton
- Courtney Scott Wright (VF : Olivia Nicosia) : Traci Braxton
- LaToya Franklyn (VF : Ludivine Maffren) : Trina Braxton
- Andre Hall (en) (VF : Jean-Michel Vaubien) : Keri Lewis
- Gavin Houston (en) (VF : Eilias Changuel) : « Babyface » Edmonds
- Greg Davis Jr. : L.A. Reid
- Doron Bell (VF : Namakan Koné) : Scott Rhodes
- Celeste Sullivan (VF : Véronique Picciotto) : Perri « Pebbles » Reid
- Toni Braxton : elle-même
- Diezel Braxton : lui-même

## Accueil
Le téléfilm est un succès aux États-Unis, avec plus de 3,6 millions de téléspectateurs.